# Teleobiektyw

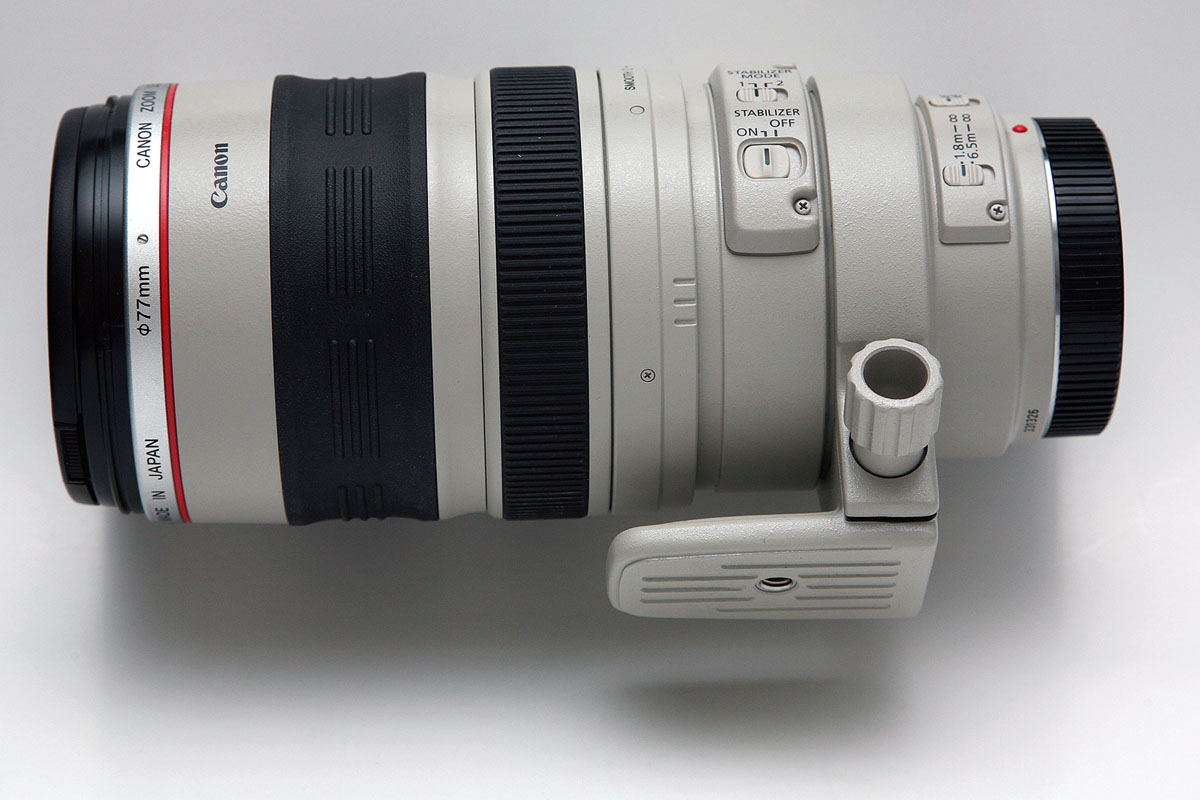
Canon EF 100–400mm f/4.5–5.6L IS USM jest profesjonalnym teleobiektywem prestiżowej serii "L" przeznaczonym do fotografii przyrodniczej, sportowej, a także portretów.

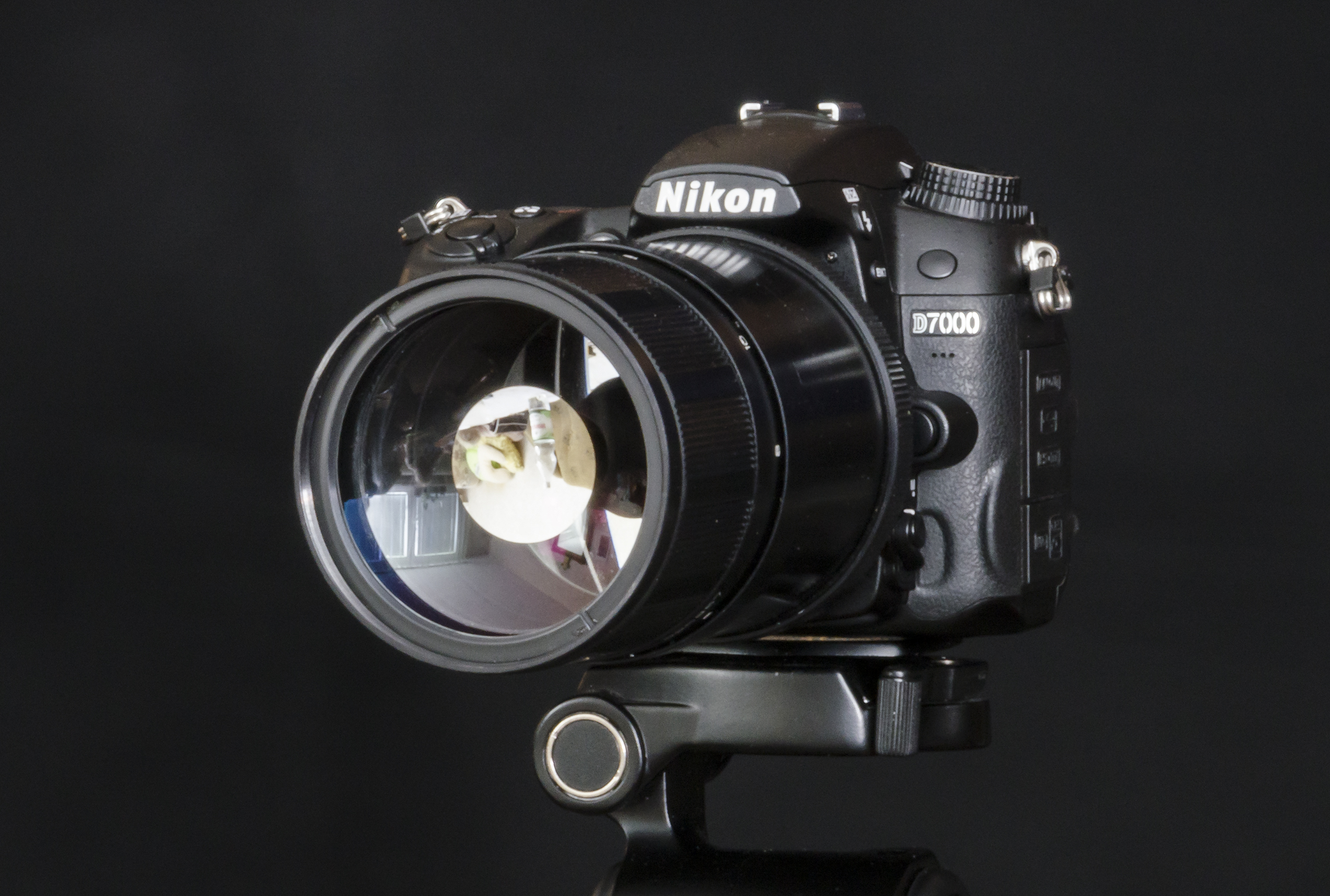
Nikon D7000 z teleobiektywem lustrzanym

Teleobiektyw – rodzaj wąskokątnego obiektywu fotograficznego, który ze względu na specjalną budowę optyczną ma odległość ogniskową znacząco większą niż długość jego obudowy.
Najprostsze teleobiektywy składają się z dwóch grup soczewek: pierwszej, skupiającej, znajdującej się w przedniej części obiektywu oraz drugiej, rozpraszającej, znajdującej się w jego tylnej części. Działanie drugiej z tych grup podobne jest do działania telekonwertera.
Pierwotnie nazwa teleobiektyw dotyczyła konstrukcji, w których długość obiektywu była mniejsza niż jego ogniskowa. Później została rozszerzona na wszystkie obiektywy o wąskim kącie widzenia. Potocznie mianem teleobiektywu określa się każdy obiektyw wąskokątny.
Drogę promieni w teleobiektywie schematycznie przedstawia poniższy rysunek: